# Otto Rosing (Regisseur)

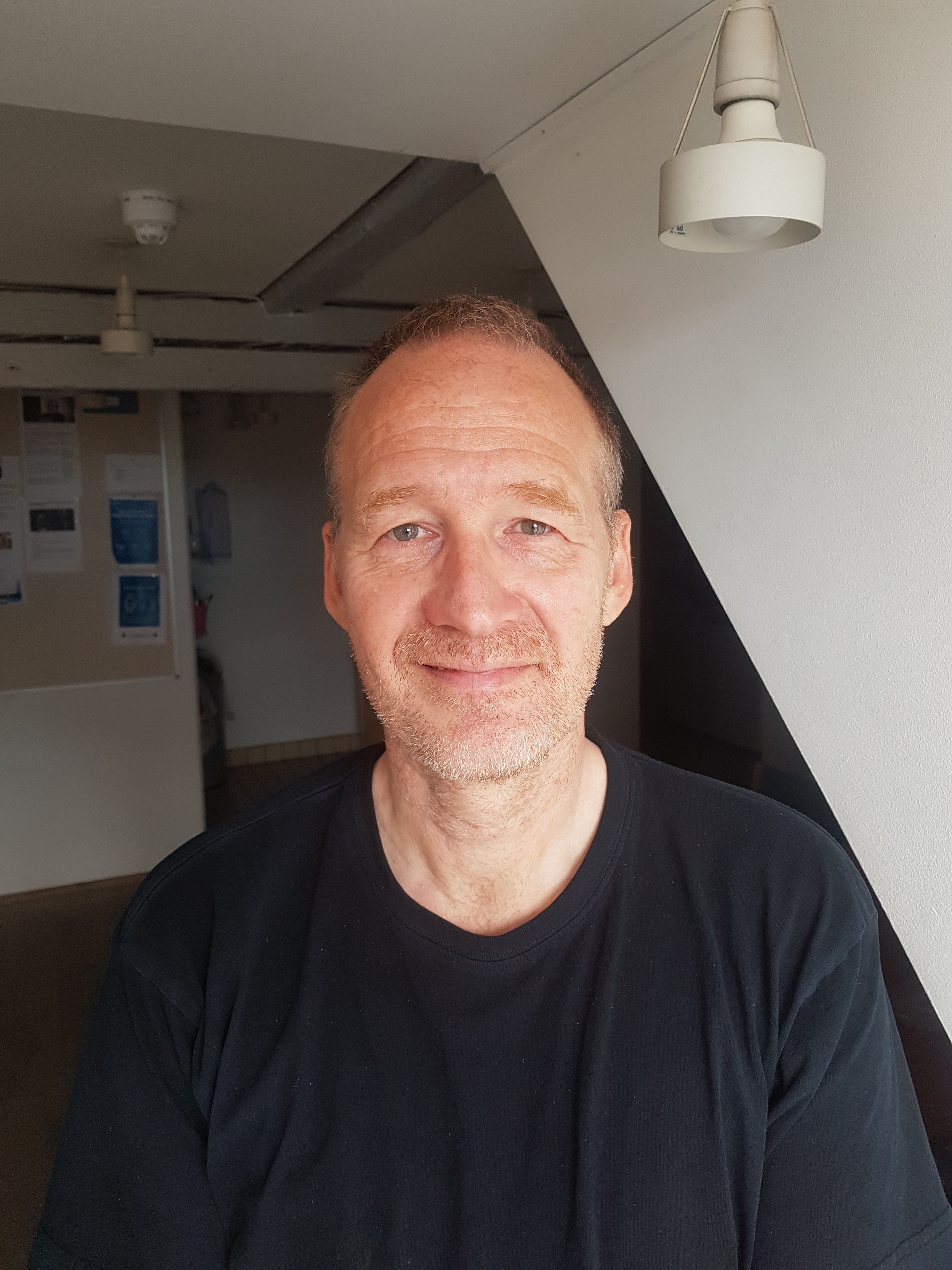
Otto Rosing (2021)

Otto Rosing (* 9. März 1967 in Ilulissat) ist ein grönländischer Regisseur.

## Leben
Otto Rosing ist der Sohn eines Grönländers und einer Dänin und der ältere Bruder des Politikers Michael Rosing (* 1968) und des Schauspielers Lars Rosing (* 1972). Er wuchs in Ilulissat auf, lebte aber in Nuuk und Kopenhagen. In den 1990er Jahren begann er sich mit Film zu beschäftigen. 2004 veröffentlichte er den Dokumentarfilm Den evige flyver über seinen Onkel Jens Rosing (1925–2008). 2009 war er zusammen mit Torben Bech Regisseur des ersten grönländischen Spielfilms Nuummioq, der beim Sundance Film Festival 2010 nominiert wurde und der grönländische Beitrag für den besten fremdsprachigen Film für die Oscarverleihung 2011 war. 2019 veröffentlichte er seinen zweiten Spielfilm Ukiutoqqami Pilluaritsi. Daneben war er Produktionsmanager und Regieassistent mehrerer Kurzfilme. Der Dokumentarfilm Grønlands hvide guld, den er 2025 gemeinsam mit Claus Pilehave veröffentlichte, behandelt die finanzielle Ausbeutung der Kryolithmine in Ivittuut durch Dänemark im 19. und 20. Jahrhundert und sorgte für eine große Debatte in Dänemark und Grönland, wobei den Regisseuren von mehreren Seiten bewusste Manipulation oder Falschinformation vorgeworfen wurde.

## Filmografie
- 2004: Den evige flyver („Der ewige Flieger“)
- 2009: Nuummioq („Bewohner Nuuks“)
- 2019: Ukiutoqqami Pilluaritsi („Frohes Altes Jahr!“)
- 2025: Grønlands hvide guld („Grönlands weißes Gold“)